# Qinggong
Qinggong (xinès tradicional: 輕功, xinès simplificat: 轻功, pinyin: Qīnggōng) és una tècnica d'arts marcials xinesos que es basa a disminuir l'efecte del pes del propi cos. A l'obra de yoga Sutres de Yoga (III:45), de Pantanjali, hi ha una tècnica similar.
L'ensenyança tradicional del Baguazhang implica l'ús del qinggong. Els qui la practiquen corren damunt d'una planxa recolzada a una paret. El gradient de la planxa és augmentat gradualment amb el temps segons progressa la formació.
El Mestre Zhou Ting-Jue ha arribat a dominar tal tècnica.
Ha arribat a aparèixer a pel·lícules d'arts marcials.